# Groß-Moor
Groß-Moor ist ein Ort in der Gemeinde Seevetal im Landkreis Harburg in Niedersachsen an der östlichen Landesgrenze von Hamburg. Groß-Moor hatte am 30. November 2022 59 Einwohner und ist kleiner als das angrenzende Klein-Moor. Der Ort, der seit dem 1. Juli 1972 zur Gemeinde Seevetal gehört, liegt direkt an der A 1, die westlich verläuft.

## Politik
Der Ortsrat, der die Seevetaler Ortsteile Groß-Moor, Over und Bullenhausen gemeinsam vertritt, setzt sich aus elf Mitgliedern zusammen. Die Ratsmitglieder werden durch eine Kommunalwahl für jeweils fünf Jahre gewählt.
Bei der Kommunalwahl 2021 ergab sich folgende Sitzverteilung:
| Ortsrat 2021Insgesamt 11 Sitze - Grüne: 3 - Unabh.: 1 - FWG: 1 - CDU: 5 - AfD: 1 | Ortsratswahl 2021Wahlbeteiligung: 59,59 % 50403020100 48,2 %31,4 %9,11 %6,3 %5,1 % CDUGrüneFWGcUnabh.dAfDAnmerkungen:c Freie-Wähler-Gemeinschaft Landkreis Harburg e. V.d Einzelbewerber Sebastian Nebauer |